# جائزة الأوسكار لأفضل تصميم أزياء
جائزة الأوسكار لأفضل تصميم ملابس هي إحدى الجوائز التي يتم توزيعها في حفل توزيع جوائز الأوسكار والتي تقدمها أكاديمية الفنون والعلوم السينمائية وهي تعطى لأفضل إنجاز في تصميم الملابس في الأفلام.
ابتدأ تقديم هذه الجائزة عام 1948 وكان يتم تقديمها بداية في فئتين فئة لأفلام الأبيض والأسود والفئة الأخرى للأفلام الملونة حتى تم دمجها في فئة واحدة عام 1967.